# Rosa González Román
Rosa González Román (Buin, 23 de julio de 1942-Santiago, 21 de enero de 2019) fue una periodista, columnista y política chilena, miembro de la Unión Demócrata Independiente (UDI). Se desempeñó como diputada de la República por el antiguo distrito N.°1, de la Región de Tarapacá, durante dos periodos consecutivos (1998-2002; 2002-2006).
Fue conocida popularmente con el nombre de «Rosa de Aric» debido al corto tiempo otorgado por el Consejo Nacional de Televisión (CNTV) durante su campaña televisiva en 1997.

## Biografía

### Infancia y juventud
Rosa González nació en la comuna metropolitana de Buin, el 23 de julio de 1942. Estudió primeramente en la Escuela Italia, para luego cursar periodismo en la Universidad Contemporánea de Arica.
Fue columnista de La Estrella de Arica, presidenta de GEICOS y consejera nacional de la Sociedad Nacional de Minería.
Fue, en un principio, creadora del plan gubernamental Cordenor (Corporación de Desarrollo del Norte), que era una variante del Cochasa (Corporación de Desarrollo de Chacalluta S. A.). Fue también delegada de Chile en la Comisión Interparlamentaria y Empresarial de Conosur (1991-1996), y directora nacional de CORCHILE.

### Carrera política
En las elecciones parlamentarias de 1997 se presentó como candidata a diputada independiente por el distrito n.º 1 —actual Región de Arica y Parinacota—, obteniendo notoriedad a nivel nacional por su spot en la franja electoral de sólo 0.72 segundos, en el cual solamente alcanzó a decir «Aric» (sic) —sin alcanzar a pronunciar la «a» final del nombre de la ciudad—, razón por la cual la candidata comenzó a ser conocida como «Rosa de Aric». A pesar de lo breve de su spot televisivo resultó elegida con un 26,20 %, equivalente a 17 680 votos.
Fue miembro de las comisiones de Minería y Energía, Desarrollo Urbano y Vivienda. El año 2000 se vio envuelta en un escándalo que terminó en una petición de desafuero por el delito de injurias a Emelina Romero, esposa del entonces alcalde de Arica, Iván Paredes. A pesar de que la Corte de Apelaciones de Arica aceptó esta petición, fue revocada por la Corte Suprema.
Para las elecciones de 2001 se presentó a la reelección, pero esta vez por la UDI, obteniendo un 15,2 %, equivalente a 10 835 votos. En ese periodo integró las comisiones de Zonas Extremas del País, de Pymes y la Comisión Investigadora por Contaminación por Plomo en Arica. Apoyó firmemente la candidatura de Joaquín Lavín en 2005. Promovió la creación de la Comisión de Zonas Extremas, considerando que era muy relevante en la política nacional.
En 2005 se presentó a la reelección, pero no pudo ser reelegida, obteniendo sólo un 7,97 %, equivalente a 5845 votos.
Desde entonces permaneció alejada de la política debido a diversas complicaciones —incluyendo un aneurisma cerebral que le fue detectado en noviembre de 2003— que la mantuvieron en tratamiento médico en Santiago, en una casa de reposo para el adulto mayor, hasta fallecer con fecha 21 de enero de 2019. Estuvo casada con Jorge Matus, y le sobreviven cinco hijos.

## Historial electoral

### Elecciones parlamentarias de 1997
- Elecciones parlamentarias de 1997, por el Distrito 1 (Arica, Putre, Camarones y General Lagos)[12]

### Elecciones parlamentarias de 2001
- Elecciones parlamentarias de 2001, por el Distrito 1 (Arica, Putre, Camarones y General Lagos)[13]

### Elecciones parlamentarias de 2005
- Elecciones parlamentarias de 2005, por el Distrito 1, Arica, Putre, Camarones y General Lagos[14]